# Regio's van Nepal
Nepal was onderverdeeld in 5 regio’s (Nepalees: vikas kshetra; Engels voluit: development region), die op hun beurt zijn onderverdeeld in 14 zones. De regio's en zones zijn opgeheven en vervangen door de 7 provincies (प्रदेशहरू, pradēśaharū), proces gaande.
In ISO-3166-2:NP is de volgende indeling opgenomen:
| Code  | Naam Nepalees | Naam Engels   |
| ----- | ------------- | ------------- |
| NP-P4 | Gandaki       | Gandaki       |
| NP-P6 | Karnali       | Karnali       |
| NP-P1 | Pradesh 1     | Province 1    |
| NP-P2 | Pradesh 2     | Province 2    |
| NP-P3 | Pradesh 3     | Province 3    |
| NP-P5 | Pradesh 5     | Province 5    |
| NP-P7 | Sudurpashchim | Sudurpashchim |